# Lawrence F. Dahl
Lawrence Frederick Dahl (* 2. Juni 1929 in Louisville, Kentucky; † 20. März 2021) war ein US-amerikanischer Chemiker und Professor an der University of Wisconsin–Madison, zuletzt emeritiert.
Dahl hat Pionierleistungen auf dem Gebiet der anorganischen Chemie erbracht, indem er mit einer Kombination von strukturellen, synthetischen und theoretischen Mitteln die Grundlagen der Chemie der Cluster geschaffen hat.
Dahl erwarb 1951 einen Bachelor an der University of Louisville, und 1956 mit dem Thema Structures of some polynuclear metal carbonyls einen Ph.D. bei Robert E. Rundle an der Iowa State University in Ames, Iowa. Seit 1978 war er Professor an der University of Wisconsin–Madison. 2008 wurde er emeritiert.

## Auszeichnungen (Auswahl)
- 1963 Sloan Research Fellow
- 1969 Guggenheim-Stipendium[4]
- 1974 American Chemical Society Award in Inorganic Chemistry[5]
- 1980 Mitglied (Fellow) der American Association for the Advancement of Science[6]
- 1988 Mitglied der National Academy of Sciences
- 1992 Mitglied (Fellow) der American Academy of Arts and Sciences[7]
- 1999 Willard Gibbs Medal[8]
- 2000 Chemical Pioneer Award[9]
- 2010 F. Albert Cotton Award in Synthetic Inorganic Chemistry[10]